# Konrad Geßner (Radsportler)
Konrad Geßner (* 25. Dezember 1995 in Erfurt) ist ein ehemaliger deutscher Radrennfahrer. Er galt als Sprintspezialist.

## Werdegang
2015 gewann Konrad Geßner das Sachsenringradrennen. Im Jahr darauf entschied er in der U23-Klasse Rund um den Finanzplatz Eschborn-Frankfurt für sich. Im Juni 2016 wurde er Zweiter der deutschen U23-Meisterschaft im Straßenrennen und belegte in der Sprintentscheidung der Elite Rang sechs.
Für die Saison 2017 erhielt Geßner einen Vertrag beim Continental Team Rad-net Rose. Im Jahr darauf wechselte er zu Leopard Pro Cycling. Im März 2018 brach er sich bei einem Sturz während der Tour de Normandie beide Handgelenke.
Da er nach diesem Sturz nicht mehr an seine bisherigen Erfolge anknüpfen konnte, beendete Geßner nach Ablauf der Saison 2019 seine Radsportkarriere und begann ein Duales Studium im Bauingenieurswesen an der Fachhochschule Erfurt.

## Erfolge
2016
- Rund um den Finanzplatz Eschborn-Frankfurt (U23)
- Deutsche Straßenmeisterschaften (U23)